# Árpás

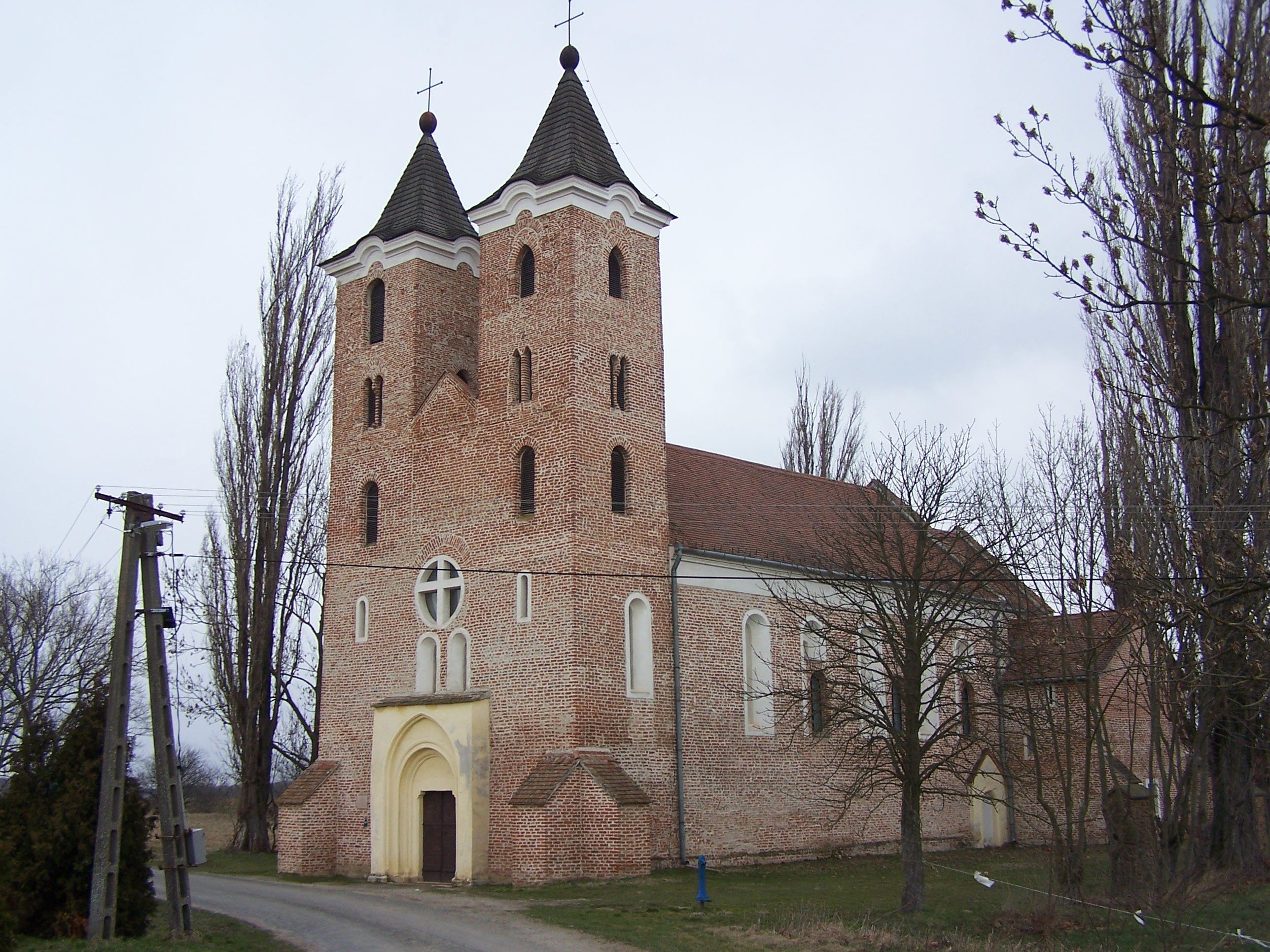
Romansk-katolsk kyrkan i Árpás.

Árpás är ett mindre samhälle i provinsen Győr-Moson-Sopron i Ungern. År 2019 hade Árpás totalt 242 invånare.